# Granatnik wz. 36
Granatnik wz. 36 – polski granatnik z okresu międzywojennego.

## Historia konstrukcji
Realia działań bojowych na frontach I wojny światowej wykazały potrzebę opracowania broni, która zapewniłaby bezpośrednie wsparcie piechoty na odległościach większych niż rzut granatem, a jednocześnie mniejszych niż minimalny zasięg artylerii i moździerzy. Problem ten rozwiązała rodzina broni wsparcia na krótką odległość. Do tej rodziny należały garłacze (granatniki nasadkowe), miotacze min oraz granatniki.
Po odzyskaniu przez Polskę niepodległości kilka wzorów broni tego typu trafiło do tworzącego się Wojska Polskiego. Najbardziej popularne były niemieckie granatniki wz. 16 oraz francuskie garłacze V.B. (stosowane wraz z karabinami systemu Lebel oraz Berthier).
Z czasem broń ta stała się przestarzała i należało opracować nową konstrukcję tego typu. Prace nad nowym granatnikiem rozpoczęto w roku 1927 w Centralnej Szkole Strzelniczej w Toruniu. Ustalono, że nowa broń powinna charakteryzować się niewielką masą oraz wymiarami, prostą budową oraz maksymalnym zasięgiem do 400 m. W oparciu o te założenia mjr Roman Jarząbkiewicz opracował prototyp o stałym kącie ustawienia lufy (45°) oraz zasięgu od 140 do 400 m. Testy broni przeprowadzono w listopadzie 1929 w Toruniu. Wykazały one wiele wad konstrukcyjnych, jednakże polski prototyp osiągami przewyższał inne, zagraniczne konstrukcje tego typu, na przykład włoski granatnik 38 i 50 mm Breda. Następne prace przeprowadzono w Instytucie Badań Materiałów Uzbrojenia (IBMU) w Warszawie, gdzie do kwietnia 1931 wykonano trzy kolejne prototypy, które przekazano do Centrum Wyszkolenia Piechoty do testów. Pozytywne wyniki spowodowały, że podjęto decyzję o produkcji 412 egzemplarzy i przekazaniu ich oddziałom wojska w lutym 1933. Broń ta otrzymała oznaczenie granatnik wz. 30.
Doświadczenia jednostek wojskowych wykazały wady granatnika, do najpoważniejszych należało: słabe mocowanie celownika (często odpadał po wystrzale), wadliwe mocowanie poziomnicy, zacinający się regulator gazowy, niepraktyczne rozkładanie i składanie broni oraz wadliwy system spustowy. Żołnierze wskazali, że zastosowana stopa lemiesza jest zbyt mała i nie daje dostatecznego oparcia podczas strzału.
Wobec tego w IBMU postanowiono kontynuować prace nad ulepszeniem granatnika. Poprawione prototypy wykonano w Zbrojowni nr 2 w Warszawie i poddano je kolejnym testom. Po ich zakończeniu uwzględniono uwagi testujących i w Fabryce Karabinów w Warszawie zbudowano osiem nowych prototypów w czterech wersjach różniących się drobnymi szczegółami (A, B, C i D). Po kolejnych próbach techniczno-taktycznych uchwałą KSUS z 14 stycznia 1936 przyjęto nową broń pod oznaczeniem granatnik wz. 36.
Jednocześnie w Instytucie Technicznym Uzbrojenia prowadzono też prace nad granatnikiem kalibru 40 mm z gwintowaną lufą, a w przedsiębiorstwie „Perkun” nad granatnikiem oznaczonym jako G.P. Oba projekty przerwano wobec pozytywnych wyników granatnika wz. 36.
Produkcja granatników wz. 36 odbywała się w latach 1936–1939 w firmie Zieleniewski, Fitzner, Gamper – Zjednoczone Fabryki Kotłów, Maszyn i Wagonów SA w Krakowie. Łącznie do sierpnia 1939 wyprodukowano i dostarczono Wojsku Polskiemu 3454 granatników wz. 36.

## Opis konstrukcji
Granatnik wz. 36 kalibru 46 mm był bronią wsparcia strzelającą stromotorowo. Masa granatnika wynosiła 8 kg, zaś całkowita długość – 640 mm. Broń miała gładkościenną lufę o długości 400 mm. Tylna część lufy osadzona była na podstawie zwanej stopą, a przednia opierała się na składanym w czasie marszu dwójnogu.
Nad lufą umieszczony został cylindrowy regulator gazowy, za pomocą którego możliwa była płynna regulacja odległości na jaką wystrzeliwany był granat (od 100 do 800 m). Do regulatora przez specjalny, trójkątny otwór dostawała się część gazów prochowych. Wielkość otworu była regulowana za pomocą  pierścienia nastawczego. W ten sposób sterowano ilością wydostających się gazów i zmieniano ciśnienie w lufie, co z kolei skutkowało regulacją odległości strzału.
Dla ułatwienia obsługi granatnika wyposażono go w proste przyrządy celownicze. Składały się one z muszki (umieszczonej na zgrubieniu wylotowym lufy) oraz celownika ramkowego (mocowanego na regulatorze gazu), broń posiadała poziomnicę. Odpalanie realizowano za pomocą spustu typu kurkowego umieszczonego przed stopą granatnika. Umieszczenie spustu umożliwiało obsługę granatnika także w pozycji leżącej.
Obsługę granatnika wz. 36 stanowiły cztery osoby: granatnikowy, celowniczy oraz dwóch amunicyjnych. Obsługa granatnika dysponowała zapasem od jedenastu do dwudziestu granatów (różne dane w zależności od źródeł), pozostała amunicja przewożona była na biedce amunicyjnej.
Do granatnika wz. 36 stosowano kilka rodzajów pocisków, głównie były to granaty ostre rozpryskowe wz. 35 (z zapalnikiem uderzeniowym, bezzwłocznym), granaty ćwiczebne wielokrotne wz. 35 oraz granaty wskaźnikowe wz. 35. Amunicję tę produkowała Fabryka Amunicji nr 1 w Skarżysku.
Istniała także możliwość stosowania wcześniejszych pocisków opracowanych dla granatnika wz. 30. Należały do nich: granaty wz. 30, granaty fosforowe wz. 30, granaty zastępcze o dymie białym wz. 30, granaty wz. 33, granaty zastępcze o dymie białym wz. 33, granaty ćwiczebne wielokrotne wz. 33.

## Użytkownicy i zastosowanie bojowe
W Wojsku Polskim granatniki wz. 36 wykorzystywane były w piechocie, zastąpiły one używane dotąd granatniki niemieckie wz. 16 oraz francuskie garłacze VB. W kompanii liniowej batalionu piechoty znajdowała się sekcja granatników uzbrojona w trzy granatniki. Razem dawało to 27 granatników w pułku czynnym piechoty. Dowódcą sekcji granatników był najczęściej starszy podoficer lub podchorąży.
W czasie mobilizacji w roku 1939 sformowano rezerwowe pułki piechoty, które nie miały pełnego etatowego stanu broni maszynowej, a także i granatników. Faktycznie we wrześniu 1939 roku w rezerwowym pułku piechoty znajdowało się tylko 18 granatników.
Granatniki trafiły także do niektórych batalionów Obrony Narodowej (m.in. batalion ON „Nakło”). Granatniki miała również otrzymać kawaleria, jednak dopiero w roku 1941.
Po zakończeniu kampanii wrześniowej w ręce Niemców dostało się 855 granatników wz. 36. Większość z nich przyjęto następnie na wyposażenie jednostek szkoleniowych Wehrmachtu pod oznaczeniem 4,6 cm Granatenwerfer 36(p). Zostały one jednak szybko wycofane z użytkowania z powodu małej liczby amunicji. Pewna, aczkolwiek nieokreślona liczba granatników dostała się także w ręce Armii Czerwonej.